# Joe Manganiello
Joseph Michael Manganiello (født 28. december 1976) er en amerikansk skuespiller. Hans professionelle filmkarriere begyndte, da han spillede Flash Thompson i Sam Raimis Spider-Man. Hans gennembrudsrolle var som varulven Alcide Herveaux i fem sæsoner af HBO-serien True Blood.
Manganiello er også kendt for sine roller i film som Magic Mike, Magic Mike XXL, Pee-wees Big Holiday, What to Expect When You're Expecting, og Sabotage. Han er også kendt for sin rolle i How I Met Your Mother som Marshalls studiekammerat Brad. I slutningen af 2013 debuterede han som forfatter, da hans første bog, Evolution, blev udgivet af Simon & Schusters Gallery Books.  Hans instruktørdebut kom i 2014 med dokumentarfilmen La Bare, som han også producerede og finansierede. I 2017 vandt han en Mid-Atlantic Emmy for sin fortæller-rolle i dokumentarfilmen Pittsburgh Is Home: The Penguins Story, der dokumenterede ishockeyholdet Pittsburgh Penguins' første 50 års historie. Han er del af flere velgørende organisationer, hovedsageligt UPMC Children's Hospital i Pittsburgh, hvor han sidder som del af bestyrelsen. I 2016 blev Manganiello castet som Slade Wilson / Deathstroke i DC Extended Universe, hvor han havde sin første optræden i Justice League i 2017.

## Opvækst
Manganiello blev født i Pittsburgh, Pennsylvania, som søn af Susan (født Brachanow; kroatisk: Bračanov) og Charles John Manganiello. Hans far er født og opvokset uden for Boston, er af italiensk afstamning fra Napoli, og hans mor er af armensk,  østrigsk  og kroatisk herkomst.  Hans oldemor overlevede det armenske folkedrab, hvor hendes mand og syv af hendes børn blev myrdet, og hendes ottende barn druknede under flugten. 
Manganiello voksede op i Mt. Lebanon, Pennsylvania.  Han har en yngre bror, Nicholas. Han gik på på St. Bernard, en romersk-katolsk folkeskole i Mt. Lebanon og gik derefter på Mt. Lebanon high school,  hvorfra han dimitterede med "honors" i 1995 og vandt skolens Great Alumni Award i 2011. I skoletiden var han kaptajn for sine football-, basketball- og volleyballhold og fortsatte med at spille på universitetsniveau i alle tre sportsgrene. I hans sidste skoleår fik han rollen som Jud Fry i skolens opsætning af Oklahoma! og var involveret i skolens tv-studie. Han lånte udstyr til at lave film med sine venner og blev interesseret i at spille skuespil for at blive en bedre filmskaber.
Efter en række sportsskader, herunder et overrevet ledbånd i knæet efter at have sparket et kickoff i en footballkamp mod Ringgold High School, gik Manganiello til optagelsesprøve på Carnegie Mellon School of Drama i løbet af hans sidste år i high school. Han kom ikke ind, men meldte sig så ind på University of Pittsburgh og fik arbejde på et teater. Han ansøgte til Carnegie Mellon et år senere og blev en af 17 studerende, der blev optaget til skuespilprogrammet. Han optrådte i teaterproduktioner og skrev, producerede og spillede i en studenterfilm med titlen Out of Courage 2: Out for Vengeance. Han tog afgangseksamen i 2000 med en BFA i skuespil. Han rejste til New York og Los Angeles med hjælp fra universitet for at deltage i gruppeauditioner, som gav ham kontakter i underholdningsbranchen.

## Karriere

### Tidlig karriere
Mens han læste ved Carnegie Mellon University, optrådte Manganiello i talrige opsætninger på Pittsburghs teaterscener, bl.a. Ulfheim i Henrik Ibsens When We Dead Awaken, Lorenzo i Shakespeares The Merchant of Venice på Quantum Theatre og som Joe i Pittsburgh-premieren på The Last Night of Ballyhoo. Han flyttede til Los Angeles, Californien efter eksamen fra Carnegie Mellon. Han blev hurtigt opskrevet hos en talentagent, og tre dage senere gik han til audition til rollen som Peter Parker i Sam Raimi-instruerede filmen Spider -Man (2002). Han fik rollen som Eugene "Flash" Thompson, Peter Parkers ærkefjende, som sit første skuespilsjob efter college.  Han genoptog rollen flere år senere og havde en kort cameo i slutningen af Spider-Man 3 (2007).
Manganiello begyndte at finde arbejde indenfor tv, hvor han spillede Tori Spellings kæreste på VH1's So Notorious i 2006, og gæsteoptrådte i Las Vegas, Jake in Progress og Close to Home. Samme år spillede han også John Leguizamos Anonyme Alkoholikere-sponsor i CBS-tv-piloten Edison. I 2007 optrådte han i Scrubs-afsnittet " My No Good Reason " og i MyNetwork TV's senaftenssæbeopera American Heiress. Han spillede også Officer Litchman, Linda Cardellinis karakters flirt, i fire afsnit af NBC's ER. Han vendte tilbage til teatret og spilledeThe Chick Magnet i maj 2007 ved premieren i New York City for Skirts & Flirts, et monologshow af Gloria Calderon Kellett, en rolle der gjorde ham til finalist ved HBO's "Aspen Comedy Festival". Han spillede derefter Stanley Kowalski i A Streetcar Named Desire på West Virginia Public Theatre i 2008,  som blev instrueret af hans tidligere Carnegie Mellon-professor Geoffrey Hitch.
Han spillede hovedrollen som Leo Belraggio, en jazzmusiker fra New York, i vestkystens premiere af Terrence McNallys Unusual Acts of Devotion i juni 2009. Stykket blev opført på La Jolla Playhouse ved University of California i San Diego. Sommeren før arbejdede Manganiello sammen med McNally og instruktør Leonard Foglia om at skabe rollen til Ojai Playwrights Conference. Han spillede Brad Morris gennem flere sæsoner af CBS-komedien How I Met Your Mother.  I 2008 sluttede han sig til rollelisten i The CW-dramaet One Tree Hills femte sæson, hvor han spillede bartender Owen Morello. Scenerne blev optage i Wilmington, North Carolina, og han vendte tilbage til rollen i seriens sjette og syvende sæson. 
Manganiello spillede Stu på Fox-sitcommen 'Til Death i to afsnit og medvirkede det år også i kortfilmen Wounded,  som han vandt "Best Short Film" ved Big Island Film Festival 2011 for.  Han medvirkede i direct-to-video krigsfilmen Behind Enemy Lines: Colombia i 2009, hvor han spillede løjtnant Sean Macklin, en Navy SEAL-gruppeleder. For at tilføre produktionen ægthed, trænede han i flere måneder med en tidligere Navy SEAL, som han betalte for at være på settet og bo på skuespillernes hotel. Filmen blev optaget i Puerto Rico.  Han optrådte i et afsnit af Medium i 2009 og har gæsteoptrådt i alle tre serier af CBS's CSI-tv-serier (CSI: Crime Scene Investigation, CSI: Miami og CSI: NY). Han havde en rolle i den independent film Irene in Time. I 2010 optrådte han i tv-reklamer for Taco Bell. Han optog tv-pilotafsnit til 100 Questions og til Pittsburgh-sitcommen Livin 'on a Prayer.  

### True Blood
I slutningen af 2009 blev Manganiello castet som varulv Alcide Herveaux i tredje sæson af HBO's True Blood. Hans arbejde med serien gennem de næste fem år gjorde ham til et kendt ansigt og han modtog flere anerkendelser, bl.a. i 2011 med en Scream Award for "Breakout Performance - Male" og en delt pris for "Best Ensemble", samt en Saturn Award for "Best Guest Starring Role in Television" samt en NewNowNext Award. True Blood var hans yndlingstv-serie, før han sluttede sig til rollelisten. Han blev oprindeligt castet til rollen som Coot, en anden varulv i serien, men blev bedt af producenterne om at læse rollen som Alcide i stedet. Han læste bøgerne bag serien, mens han lod sit hår og skæg gro ud. Han trænede to gange om dagen i flere måneder for at få en muskelmasse, der matchede beskrivelsen af karakteren i bøgerne. Manganiello gik også i solarie for at kunne skille sig ud fra vampyrerne i serien og brugte tid på at studere ægte levende ulve. 
I begyndelsen af 2011 blev Manganiello inviteret til audition som Superman i Man of Steel. På grund af planlægningsproblemer med True Blood blev han tvunget til at springe fra de sidste auditionsprocesser. Han fortalte Access Hollywood i et interview: "De ville have mig til at prøvekøre rollen og de bad faktisk om mine mål til en dragt og alt det ... deres optagelsesdatoer ændrede sig, og det ville have taget 11 uger ud af mit True Blood-skema. Mine skemaer ville ikke kunne hænge sammen i sidste ende ... så desværre kom jeg aldrig til at prøve rollen af på skærmen, jeg fik aldrig prøvet dragten. " Efter afslutningen af optagelserne til sæson fire af True Blood, medvirkede han et afsnit af den amerikanske tv-serie White Collar med sin tidligere dramaskole klassekammerat Matt Bomer og optrådte herefter i filmatiseringen af bestselleren What To Expect When You're Expecting, før han vendte tilbage til Los Angeles for at medvirke i et afsnit af Two and a Half Men overfor Ashton Kutcher.

### Magic Mike
Manganiello blev castet som Big Dick Richie i Steven Soderberghs Magic Mike, i historien om en ung stripper i Tampa, Florida, spillet af skuespilleren Channing Tatum. Magic Mike ville ende med at blive et kulturelt og box office-fænomen, der affødte efterfølgeren Magic Mike XXL i 2015.
Imellem Magic Mike-filmene og afslutningen af sine sidste to sæsoner af True Blood forgrenede Manganiello sig på en lang række forskellige måder. Han medvirkede i David Ayers film Sabotage med sit barndomsidol Arnold Schwarzenegger, der endte med at blive en ven og mentor for Manganiello og skrev forordet til hans bog Evolution, der blev udgivet gennem Simon & Schuster's Gallery Books i efteråret 2013. I det efterår havde Manganiello også en tilbagevenden til teaterscenen som Stanley Kowalski i A Streetcar Named Desire, men denne gang var det ved det prestigefyldte Yale Repertory Theatre i New Haven, Connecticut.
Et par måneder senere tog Manganiello sin dokumentarfilm La Bare, som han finansierede, instruerede og producerede under sit nye produktionsselskab "3:59" med sin bror Nick, til Park City, Utah til Slamdance Film Festival. Han modtog flere tilbud fra distributører i lobbyen efter den første screening og solgte inden for 24 timer de internationale og indenlandske rettigheder, bl.a. til Showtime og Netflix. Manganiello modtog "Triple Threat Award" fra Maui International Film Festival senere samme år for sit arbejde med filmen.

### EfterTrue Blood
I august 2016 blev testoptagelser af Slade Wilson/Deathstroke på settet af en endnu ikke navngivet film lagt ud på Twitter af Ben Affleck. I september 2016 bekræftede Geoff Johns, DC Comics' formand og CCO der medstyrede DCEU og medforfattede/medproducerede Batman-filmen med Affleck, at Deathstroke vil optræde i det fælles filmunivers, hvor Manganiello portrætterer karakteren. I 2019 blev han bekræftet at dukke op i Ben Afflecks Batman-filmen.
I 2017 vandt Manganiello en Emmy for sin fortæller-rolle i dokumentaren Pittsburgh is Home: The Penguins Story , der dokumenterede ishockeyholdet Pittsburgh Penguins hockeyholds første 50 års historie.

## Privatliv
Manganiello er fan af Pittsburgh Steelers og rugby league-holdet Wests Tigers. Han instruerede og producerede den korte dokumentarfilm DieHardz fra 2007 om Steelers-fans, der mødes på barer i Los Angeles, Californien. Manganiello er også en kendt Pittsburgh Penguins-fan og var vært for NHL Awards 2017 og NHL Expansion Draft 2017. 
Manganiello var engang en roadie for bandet Goldfinger og er ven med forsanger John Feldmann; han turnerede internationalt med gruppen som del af deres sikkerhedshold.
Manganiello blev forlovet med skuespillerinden Sofía Vergara juledag 2014 efter seks måneders forhold.  De giftede sig i Palm Beach, Florida den 21. november 2015.  
Han har også været en livslang Dungeons & Dragons-fan og -spiller, der har optrådt i afsnit af The Big Bang Theory, Nerd Poker, CelebriD & D,  webshowet Critical Role   og Force Gray, hvor han spiller spillet.  Han var involveret i Hasbros nye udgave af eventyrbrætspillet Hero Quest ved at skrive en opgavebog som et stretch goal.  Selvom stretch goalet ikke blev nået, meddelte han senere, at han arbejdede sammen med Hasbro for at få opgavebogen og de yderligere spilstykker inkluderet alligevel. 
Manganiello er udøver af transcendental meditation . 

## Filmografi

### Film
| År   | Titel                                | Rolle                             | Noter             |
| ---- | ------------------------------------ | --------------------------------- | ----------------- |
| 2002 | Out of Courage 2: Out for Vengeance  | Ruslan Zmeyev /forfatter/producer | Korfilm           |
| 2002 | Spider-Man                           | Flash Thompson                    |                   |
| 2007 | Spider-Man 3                         | Flash Thompson                    | Cameo             |
| 2008 | Impact Point                         | Matt Cooper                       |                   |
| 2008 | Wounded                              | Patient                           | Kortfilm          |
| 2009 | Not Evelyn Cho                       | Ryan                              | Kortfilm          |
| 2009 | Behind Enemy Lines: Colombia         | Lt. Sean Macklin                  |                   |
| 2009 | Irene in Time                        | Charlie                           |                   |
| 2011 | The Girl With the Tramp Stamp Tattoo | Mikael Blomkvist                  | Korfilm           |
| 2012 | What to Expect When You're Expecting | Davis                             |                   |
| 2012 | Magic Mike                           | Big Dick Richie                   |                   |
| 2014 | Sabotage                             | Joseph "Grinder" Phillips         |                   |
| 2015 | Knight of Cups                       | Joe                               |                   |
| 2015 | Tumbledown                           | Curtis                            |                   |
| 2015 | Magic Mike XXL                       | Big Dick Richie                   |                   |
| 2016 | Pee-wee's Big Holiday                | Sig selv                          |                   |
| 2017 | Smurfs: The Lost Village             | Hefty Smurf (stemme)              |                   |
| 2017 | Justice League                       | Slade Wilson / Deathstroke        | Ukrediteret cameo |
| 2018 | Rampage                              | Burke                             |                   |
| 2019 | Drunk Parents                        | Bob Donnelly                      |                   |
| 2019 | Bottom of the 9th                    | Sonny Stano                       | Også producer     |
| 2019 | Jay and Silent Bob Reboot            | Bailiff                           |                   |
| 2020 | The Sleepover                        | Leo                               |                   |
| 2020 | Archenemy                            | Max Fist                          |                   |
| 2021 | Shoplifters of the World             | Full Metal Mickey                 | Også producer     |
| 2021 | Zack Snyder's Justice League         | Slade Wilson / Deathstroke        | Ukrediteret cameo |
| 2021 | The Spine of Night                   | Mongrel                           |                   |

### Tv
| År         | Titel                                 | Rolle               | Noter                                                      |
| ---------- | ------------------------------------- | ------------------- | ---------------------------------------------------------- |
| 2006       | Jake in Progress                      | Rick Cavanaugh      | Afsnit: "Notting Hell"                                     |
| 2006       | CSI: Crime Scene Investigation        | Tom Harper          | Afsnit: "Daddy's Little Girl"                              |
| 2006       | Las Vegas                             | Carson Stuart       | Afsnit: "Urban Legend"                                     |
| 2006       | Close to Home                         | James Miller        | Afsnit: "Escape"                                           |
| 2006       | So Notorious                          | Scott               | Tilbagevendende rolle, 2 afsnit                            |
| 2006       | A.K.A.                                | Brian               | Tv-film                                                    |
| 2006–2012  | How I Met Your Mother                 | Brad Morris         | Tilbagevendende rolle, 7 afsnit                            |
| 2007       | Scrubs                                | Chad Miller         | Afsnit: "My No Good Reason"                                |
| 2007       | American Heiress                      | Solomon Cortez      | Fast rolle, 64 afsnit                                      |
| 2007       | ER                                    | Officer Litchman    | Tilbagevendende rolle, 4 afsnit                            |
| 2008–2010  | 'Til Death                            | Stu                 | Tilbagevendende rolle, 2 afsnit                            |
| 2008–2010  | One Tree Hill                         | Owen Morello        | Tilbagevendende rolle, 13 afsnit                           |
| 2009       | CSI: Miami                            | Tony Ramirez        | Afsnit: "Target Specific"                                  |
| 2009       | Medium                                | Angelo Filipelli    | Afsnit: "Once in a Lifetime"                               |
| 2010       | CSI: NY                               | Rob Meyers          | Afsnit: "Criminal Justice"                                 |
| 2010       | 100 Questions                         | Rick                | Afsnit: "What Brought You Here?"                           |
| 2010       | Livin' on a Prayer                    | Doug                | Usendt pilotafsnit                                         |
| 2010–2014  | True Blood                            | Alcide Herveaux     | Fast rolle (42 afsnit)                                     |
| 2010, 2014 | WWE Raw                               | Sig selv            | 2 afsnit                                                   |
| 2011       | Two and a Half Men                    | Alex                | Afsnit: "The Squat and the Hover"                          |
| 2012       | White Collar                          | Ben Ryan            | Afsnit: "Neighborhood Watch"                               |
| 2013       | Talking Dead                          | Sig selv            | Afsnit #2.10                                               |
| 2016       | Mom                                   | Julian              | Afsnit: "Cinderella and a Drunk MacGyver"                  |
| 2018       | The Joel McHale Show with Joel McHale | Himself             | Tilbagevendende rolle, 2 afsnit                            |
| 2018       | No Activity                           | Dugan               | 2 afsnit ("By the Siege Side" and "Operation Meat Puppet") |
| 2019       | One Day at a Time                     | Nick                | Afsnit: "Drinking and Driving"                             |
| 2019       | The Big Bang Theory                   | Sig selv            | Afsnit: "The D&D Vortex"                                   |
| 2019       | Daybreak                              | Karl Pokaski        | Afsnit: "5318008"                                          |
| 2019       | Star Wars Resistance                  | Ax Tagrin (stemme)  |                                                            |
| 2021       | Big City Greens                       | Viper Fang (stemme) | Afsnit: "Spaghetti Theory"                                 |
| TBA        | Army of the Dead: Lost Vegas          | Rose (stemme)       |                                                            |

### Webshows og -serier
| År        | Titel                        | Rolle                     | Noter                                    |
| --------- | ---------------------------- | ------------------------- | ---------------------------------------- |
| 2017      | Force Grey: Lost City of Omu | Sig selv/Arkhan the Cruel | 18 afsnit                                |
| 2017      | Critical Role                | Sig selv/Arkhan the Cruel | 2 afsnit                                 |
| 2018      | Spellslingers                | Sig selv                  | 1 afsnit                                 |
| 2018-2019 | The Angel of Vine            | Hank Briggs               | 10 afsnit (fast rolle i serien)          |
| 2020      | Good Mythical Morning        | Himself                   | Afsnit: "What Mask Am I Wearing? (GAME)" |

### Instruktion
| År   | Titel   | Roller                          | Priser/noter                                                    |
| ---- | ------- | ------------------------------- | --------------------------------------------------------------- |
| 2014 | La Bare | Instruktør, producer, finanisør | Vinder - Triple Threat Award - Maui International Film Festival |

## Priser og nomineringer
| År   | Pris                     | Kategori                                           | Arbejde                                       | Resultat  |
| ---- | ------------------------ | -------------------------------------------------- | --------------------------------------------- | --------- |
| 2011 | NewNowNext Awards        | 'Cause You're Hot                                  | True Blood                                    | Vundet    |
| 2011 | Saturn Award             | Best Guest Starring Role in Television             | True Blood                                    | Vundet    |
| 2011 | Scream Award             | Breakout Performance – Male                        | True Blood                                    | Vundet    |
| 2011 | Scream Award             | Best Ensemble                                      | True Blood                                    | Vundet    |
| 2012 | Teen Choice Awards       | Choice Movie Breakout: Male                        | What To Expect When You're Expecting          | Nomineret |
| 2013 | MTV Movie Awards         | Best Musical Moment                                | Magic Mike                                    | Nomineret |
| 2014 | Maui Film Festival       | Triple Threat Award (Directing, Producing, Acting) | La Bare                                       | Vundet    |
| 2017 | Mid-Atlantic Emmy Awards | Narrator - Sports Program One-Time Special         | Pittsburgh is Home: The Story of the Penguins | Vundet    |